# Bessie Rischbieth

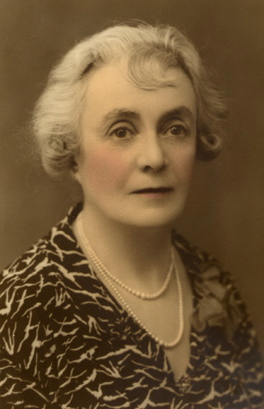
Retrato fotográfico de Rischbieth c. 1930s

Bessie Mabel Rischbieth, OBE (nascida Earle; 16 de outubro de 1874 – 13 de março de 1967) foi uma influente feminista e ativista social australiana. Membro líder ou fundadora de muitos grupos de reforma social, como o Women's Service Guilds, a Federação Australiana de Mulheres Eleitoras e do seu periódico The Dawn, ela procurou estabelecer campanhas internacionais para mudanças sociais e direitos humanos. Ela é lembrada por um protesto simbólico contra a recuperação de Mounts Bay em 1959, quando entrou no rio aos 85 anos e impediu que as escavadoras iniciassem o seu trabalho.

## Juventude
Bessie Mabel Earle nasceu em Adelaide e viveu em Burra Burra, Austrália do Sul, onde os seus pais, William e Jane Anna (nascida Carvosso) Earle, possuíam uma quinta. Ela retornou, junto com a sua irmã, a Adelaide para continuar os seus estudos, morando com o seu tio "Ben" Rounsevell, um político, também de ascendência australiana da Cornualha, que foi influente na formação da consciência social da sua sobrinha. Ela frequentou a Escola Avançada para Meninas em Adelaide e participou em debates na sua casa sobre os tópicos da altura, incluindo federação e emancipação feminina. A Austrália do Sul foi o primeiro estado australiano a conceder o voto às mulheres, tornando-a elegível para ser uma das primeiras a poder fazê-lo.

## Casamento
Rischbieth casou-se com um comerciante de lã, Henry Wills Rischbieth, em 22 de outubro de 1898. Quando o casal se mudou para a Austrália Ocidental, eles estabeleceram-se em Peppermint Grove, residindo depois de 1904 na Unalla House, que permaneceu a sua casa. O seu marido negociou com sucesso como Henry Wills & Co e lucrou com os seus investimentos locais. Os Rischbieths não tiveram filhos, o que levou Rischbieth a envolver-se no bem-estar infantil e na reforma social e, eventualmente, ao seu papel nos movimentos de mulheres do início do século 20.

## Carreira
Em 1906, Rischbieth e outros fundaram a Sociedade da Proteção das Crianças na Austrália Ocidental e juntaram-se às Guildas do Serviço das Mulheres da Austrália Ocidental em 1909. Os Rischbieths viajaram por todo o Japão e Índia, e ficaram em Londres durante 1908 ou 1913. O sufrágio feminino era um tema dominante na Grã-Bretanha nessa época; um comício de massa, subsequente debate público e processos contra ativistas estavam a ocorrer. A resposta pacifista à Lei do Gato e do Rato, em particular, despertou uma paixão pelo movimento pela igualdade. Depois de ouvir Emily Pankhurst a falar pela União Social e Política das Mulheres, ela escreveu para a sua irmã: "... enquanto ouvia, senti a minha espinha dorsal crescer, como se você ganhasse coragem e liberdade com ela".

Depois de participar na reunião de sufrágio em Londres em 1913, ela tornou-se uma feminista ativa através do WSG e ajudou a fundar a Federação Australiana de Sociedades de Mulheres (AFWV) em 1921, tornando-se a sua primeira presidente. Em 1915, ela recebeu uma nomeação honorária para o Tribunal Infantil de Perth e atuou no tribunal durante quinze anos. Ela também foi a primeira mulher nomeada Juíza de Paz no Tribunal de Perth após uma campanha bem sucedida para alterar a legislação remanescente que proibia as mulheres de se sentarem no tribunal. A Lei de Saúde proposta pelo governo de Scaddan (1915) foi fortemente divisiva porque exigia a notificação compulsória de funcionários de saúde pública após um diagnóstico de doença venérea, que aumentou acentuadamente com militares retornados durante a Primeira Guerra Mundial. Rischbieth, o WSG e o Women's Christian Temperance Union argumentaram que isso afetaria injustamente as mulheres e destruiria as suas reputações. O WSG de Rischbieth desafiou o projeto de lei enquanto Edith Cowan, Roberta Jull e o Conselho Nacional de Mulheres o apoiaram. Essa diferença de opinião causou uma rixa amarga entre vários membros dos movimentos de mulheres na Austrália Ocidenal e foi traduzida para o cenário internacional quando Rischbieth liderou uma delegação à assembleia da Aliança Internacional pelo Sufrágio Feminino de 1923 em Roma. Lá, as diferenças viram telegramas de protesto dos grupos de mulheres da Austrália Ociendetal e vitorianos contra as reivindicações de Rischbieth de representar todas as mulheres australianas.
Rischbieth foi uma pioneira australiana da noção de que as mães eram sujeitos políticos que tinham direitos. Quando o governo federal conservador em 1923 tentou reduzir o Subsídio de Maternidade, Rischbieth, na sua qualidade de presidente da Federação Australiana de Sociedades Femininas pela Igualdade de Cidadania, comentou: “O Tesoureiro Federal, com a ajuda do Comité da Commonwealth da Associação Médica Britânica, aparentemente, decidiu que o atual subsídio de maternidade deve ser abandonado, e sugere um esquema alternativo que, alega-se, custará menos e será mais benéfico. Todos esses arranjos parecem estar a tomar forma concreta, sem qualquer ideia por parte das autoridades federais de obter o consentimento das mães da Austrália'.
Rischbieth foi vice-presidente da Liga das Mulheres da Commonwealth Britânica desde a sua fundação em 1925 e secretária inaugural da Western Australian Women Justices' Association. Foi fundadora, com M. Chauve Collisson, da Women's Non-party Political Association. No ano seguinte, tornou-se membro do conselho da Aliança Internacional das Mulheres pelo Sufrágio e pela Igualdade de Cidadania. Em 1928, ela liderou a delegação australiana à Conferência de Mulheres Pan-Pacífica em Honolulu. Ela fez lobby pela representação das mulheres e foi nomeada para a delegação australiana da Liga das Nações.

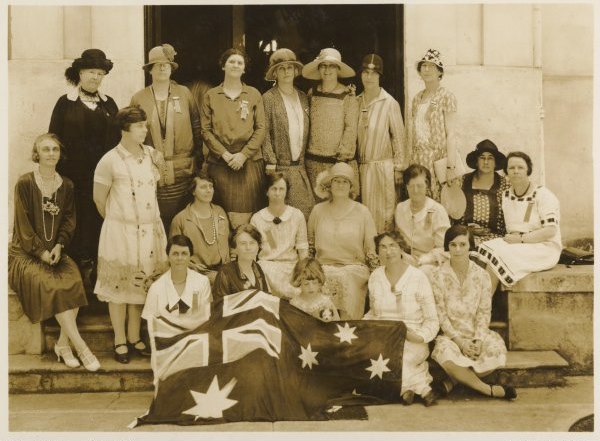
Primeira Conferência Feminina Pan-Pacífica, Rischbieth está no centro superior

Entre as muitas questões relacionadas com o bem-estar das crianças e mulheres com as quais Rischbieth se envolveu estava o bem-estar da população indígena. Em 1934, ela dirigiu-se à Comissão Real Moseley pedindo a investigação da "atual alegada prática de levar crianças de uma certa idade para as estações de missão do governo e, assim, privar os seus pais da custódia dos seus filhos". Ela disse ao primeiro-ministro Joseph Lyons em 1934 que a Austrália era signatária do Pacto da Liga das Nações e havia adquirido uma responsabilidade para com os povos indígenas. Mentora da ativista e autora Mary Montgomerie Bennett, a sua correspondência revela a sua preocupação constante com as mulheres e crianças aborígenes. Na Inglaterra durante os anos de guerra, ela estabeleceu o World for Australian Service na Australia House. Rischbieth serviu novamente como presidente do Guildas do Serviço das Mulheres da Austrália Ocidental (WSGWA, na sigla em inglês) de 1946 a 1950. A WSGWA era uma organização de base conservadora e politicamente independente que ajudou a promover projetos como uma maternidade (KEMH) que aceitava mulheres solteiras, apesar dE ampla oposição. A WSGWA publicou um jornal, Dawn, para o qual Rischbieth foi editora fundadora e colaboradora frequente. O jornal foi reformatado como The Dawn Newsletter em 1949, apesar da escassez de papel. Em 1955, tornou-se membro vitalício da Aliança Internacional de Mulheres pelo Sufrágio e Cidadania Igual.
Nos últimos anos da sua vida, a disputa pública de Rischbieth com Jessie Street, a quem ela rotulou de comunista, foi noticiada nos média. Rischbieth foi nomeada OBE no Palácio de Buckingham em 3 de junho de 1935 pelo "serviço com os movimentos das mulheres". Apesar das diferenças entre as políticas de Rischbieth e Street, as duas compartilhavam muito em comum, o que resultou em campanhas cooperativas ou paralelas abordando questões relacionadas com mulheres, indígenas australianos e pacifismo. A WSG, sob Rischbieth, permaneceu intimamente ligado aos movimentos de paz dos anos entre guerras. O seu trabalho no estabelecimento da União do Jardim de Infância da AO forneceu educação pré-escolar gratuita e ela financiou diretamente o escritório central.

## Vida cívica e as artes

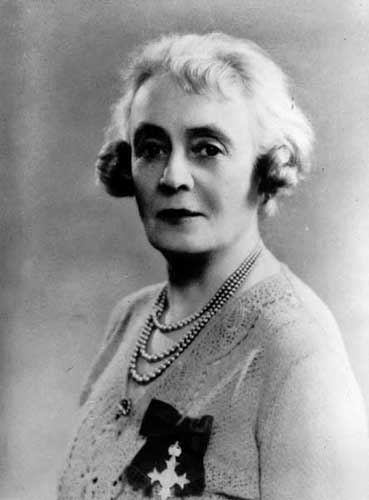
Bessie Rischbieth a usar a sua medalha da OBE

Apesar da sua posição de relevo, Rischbieth nunca concorreu a um cargo político. No entanto, ela apoiou a campanha bem-sucedida de Edith Cowan e muitas vezes fez lobby direto em relação aos direitos civis e à conservação. Os seus correspondentes incluem os primeiros-ministros Lyons, Curtin e Menzies. A sua posição dentro do establishment e do movimento pelos direitos civis proporcionou-lhe uma escuta próxima dos influentes. Um desejo de independência política do emergente sistema bipartidário não poderia isentar a sua apresentação como uma figura de proa 'conservadora'. A Carta das Mulheres Australianas elegeu Jessie Street durante a sua ausência na Inglaterra e o seu discurso tornou-se público quando ela retornou à Austrália após a guerra. Ela era membro do Karrakatta Club e expôs trabalhos na Sociedade de Artes da Austrália Ocidental. O seu livro, The March of Australian Women (1964), foi uma pesquisa abrangente do movimento feminista nacional. Rischbieth era uma ativista pelo planeamento urbano e património natural.
Rischbieth foi uma membro importante do movimento teosófico; um grupo que se sobrepunha ao ativismo feminista e à conservação na Austrália pós-federação. Ela era uma co-maçona, um movimento que também era frequentemente ligado à teosofia. Ela viajou para partes da Ásia e interessou-se pela filosofia e cultura oriental, ficando uma vez no ashram de Gandhi.

## Últimos anos
Rischbieth promoveu um Comité de Cidadãos para a Preservação do Kings Park e do Rio Swan e impediu com sucesso que uma piscina olímpica fosse construída para os Jogos do Império de 1962 no Kings Park. Durante a construção da Ponte Narrows, Rischbieth, com quase noventa anos, simbolicamente tentou bloqueá-la entrando no rio à frente dos buldózeres. Isso foi publicado no jornal da Austrália Ocidental e conseguiu gerar discussão pública sobre o desenvolvimento, embora não tenha impedido a recuperação de terras da costa de Perth.

## Morte
Ela permaneceu ativa em questões sociais até à sua morte no Hospital Bethesda em Claremont, Austrália Ocidental, em 13 de março de 1967, aos 92 anos.

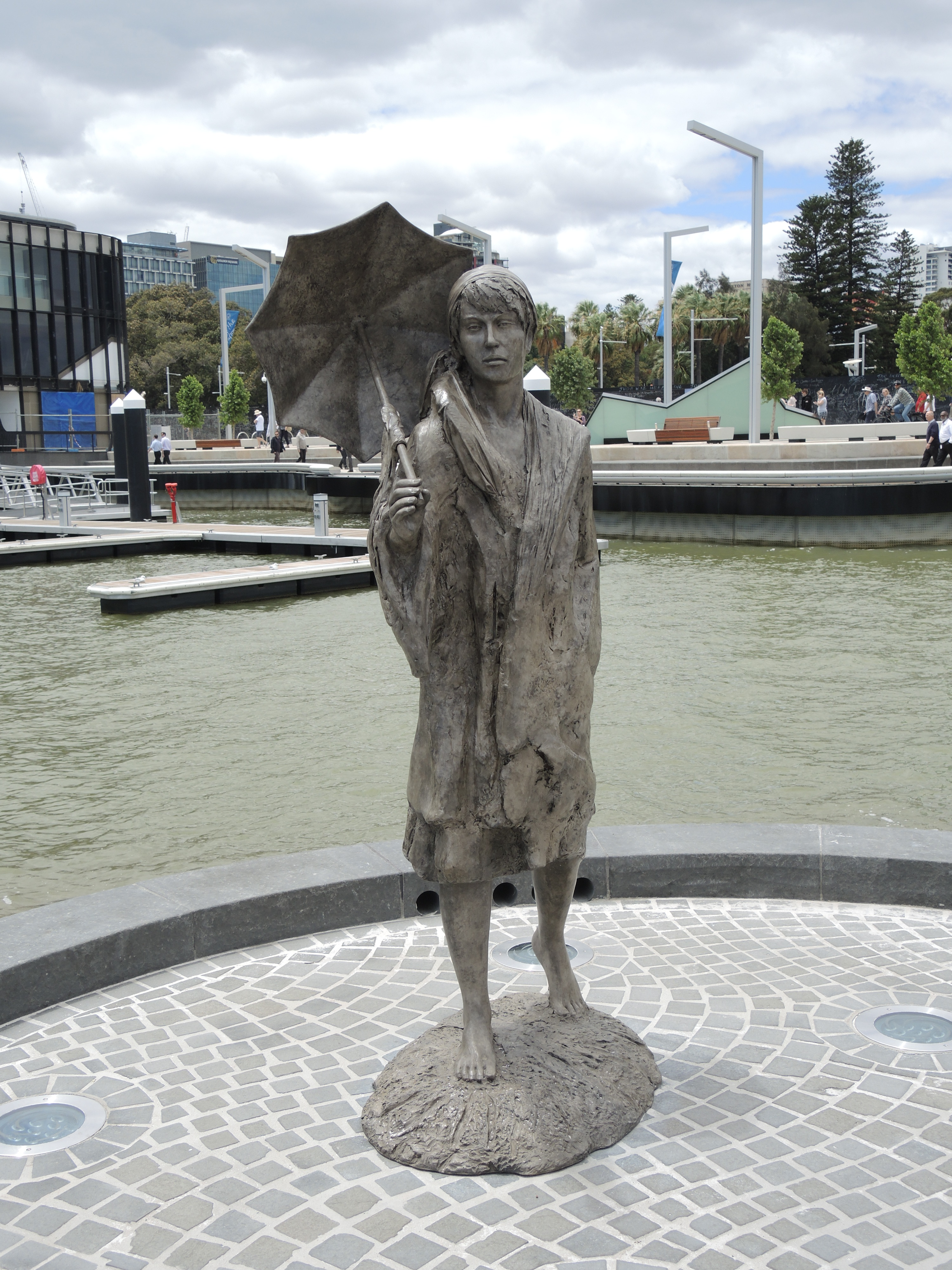
Estátua de Bessie Rischbieth em Elizabeth Quay

## Legado
O Women's Service Guilds foi responsável pela fundação do Conselho Nacional de Mulheres da Austrália, Girl Guides, Housewives Association, Civilian Widows, Swan River Conservation e muitas outras organizações que dispensam ou defendem a justiça social para mulheres e crianças em todo o estado e nação.
Rischbieth é perenemente nomeada na lista dos 100 mais influentes da Austrália Ocidental e um prémio de conservação tem o seu nome. Uma extensa coleção dos seus papéis e outros materiais e os itens associados a Louie (Louisa) Cullen, uma 'sufragista original' que Rischbieth encorajou a compartilhar a sua experiência e arquivos, é mantida pela Biblioteca Nacional da Austrália, Biblioteca John Curtin Prime Ministerial e Biblioteca Estadual da Austrália Ocidental. A Biblioteca Nacional da Austrália montou um apelo de financiamento coletivo para digitalizar seus papéis em junho de 2016.
Em 2016, uma estátua de Rischbieth foi colocada na área da antiga Perth Esplanade, agora Elizabeth Quay. A estátua faz referência à sua oposição ao enchimento de Mounts Bay para o trevo rodoviário, mas nenhuma delas aborda esse local ou a sua defesa mais famosa do Kings Park. A estátua foi criticada tanto pela aparência jovem dada a ela quanto pelo pequeno tamanho do seu guarda-chuva.
Rischbieth Crescent, no subúrbio de Gilmore, em Canberra, é nomeado em sua homenagem.

## Galeria

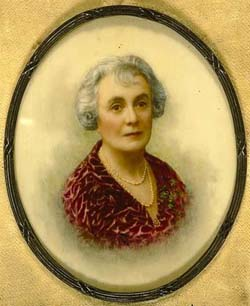
Fotografia colorida à mão em moldura oval. Apresentado ao sujeito por AFWV em 1938
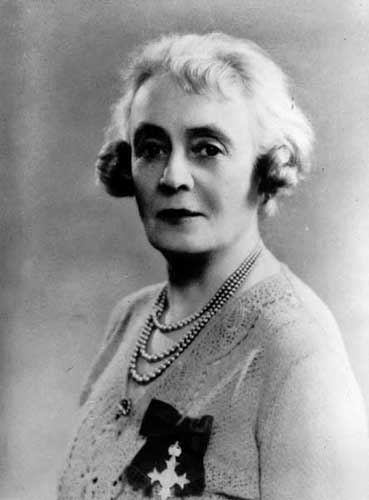
Ativista, artista, teosofista.
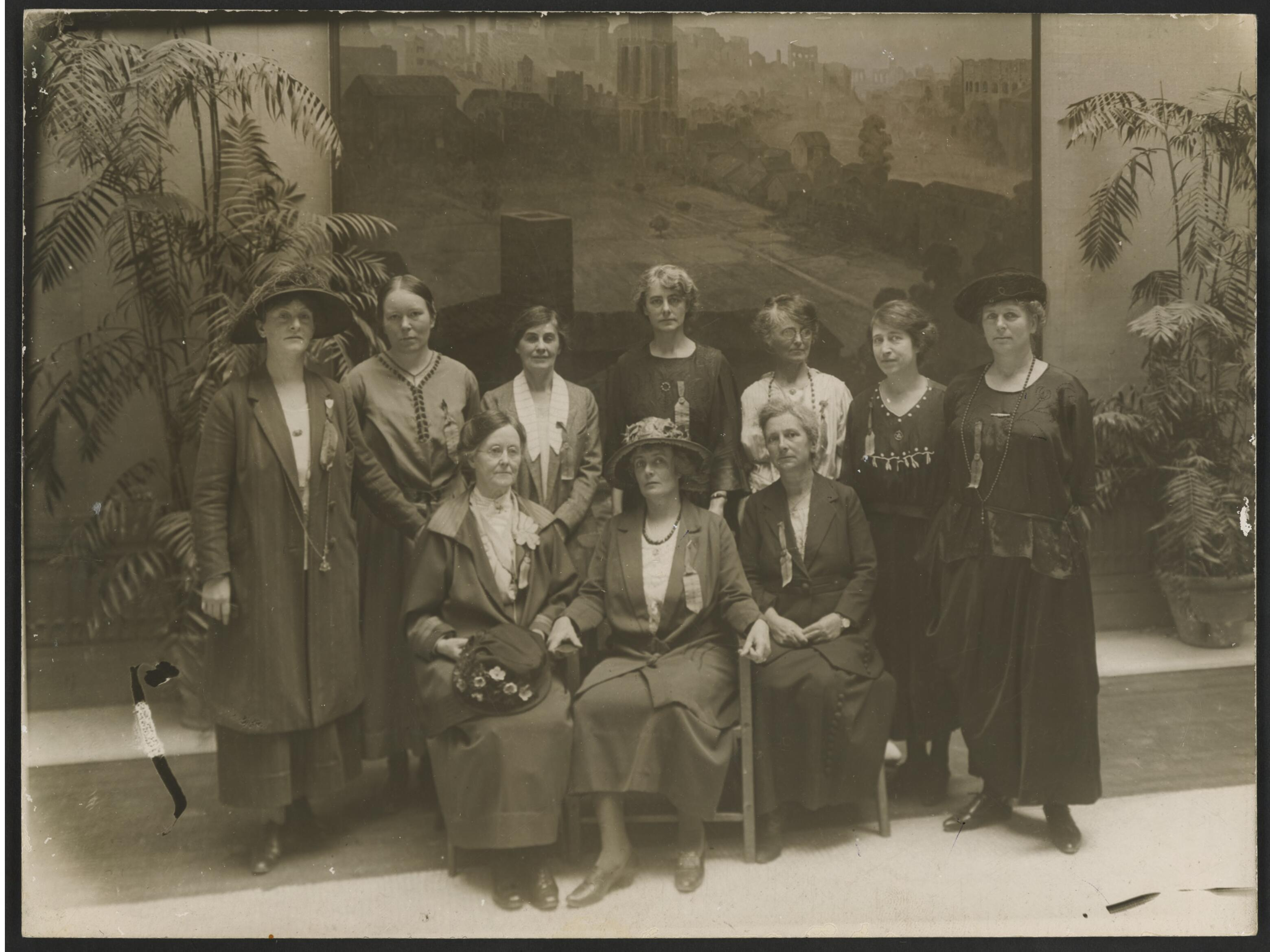
Delegação australiana ao Congresso Internacional da Aliança pelo Sufrágio Feminino em Roma, 1923 (detalhe)
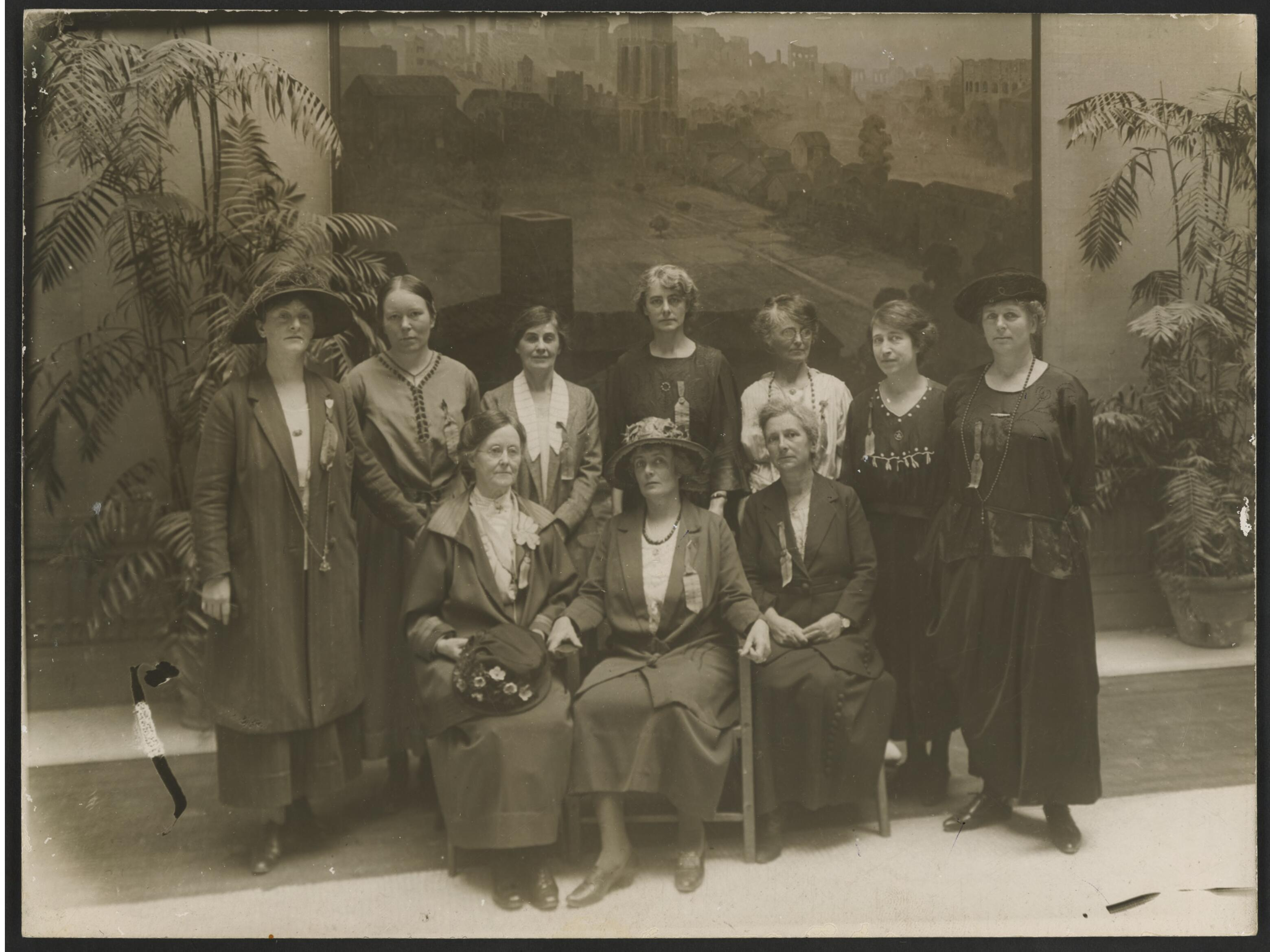
Delegação australiana ao Congresso Internacional da Aliança pelo Sufrágio Feminino em Roma, 1923
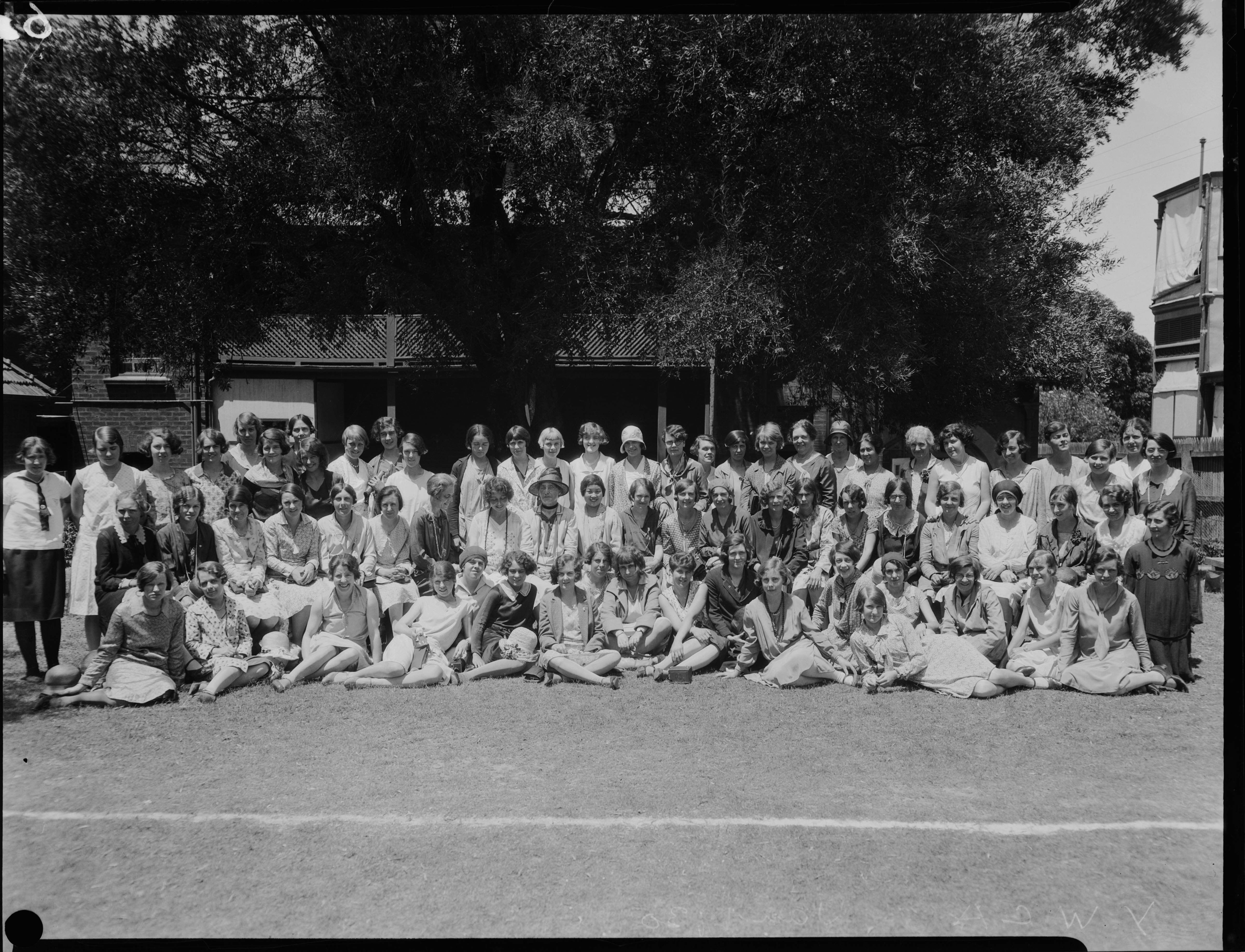
YWCA, Centro Bessie Rischbieth, janeiro de 1930.

## Obras publicadas
Rischbieth, Bessie Mabel (1964), March of Australian women : a record of fifty years' struggle for equal citizenship, Paterson Brokensha, consultado em 3 de fevereiro de 2016
- The Dawn, jornal da Federação de Mulheres Eleitoras